# نرینا مونتانیانی
نرینا مونتانیانی ((به ایتالیایی: Nerina Montagnani)؛ ‏ ۲۰ آوریل ۱۸۹۷ – ۴ نوامبر ۱۹۹۳) بازیگر اهل ایتالیا بود.
از فیلم‌هایی که وی در آن نقش داشته است، می‌توان به راهبه قاتل، بدهی زناشویی، برهنه می‌بینم، چی؟، همسر کشیش، گناه در وجودت حبس شده و فقط من کلیدش را دارم، معصومیت و هوس، کلافه و ملول از محبت خانواده و کشیش متأهل اشاره کرد.